# 神戸市立神戸工業高等学校
神戸市立神戸工業高等学校（こうべしりつこうべこうぎょうこうとうがっこう）は、兵庫県神戸市に所在した、市立・全日制の工業高等学校。

## 設置学科
- 機械科
- 交通工学科（交通工学コース、情報機械コース）
- インテリア科

## 沿革
- 1938年（昭和13年）4月　神戸市立松野実業学校として創立
- 1943年（昭和18年）4月　甲種工業学校に昇格、神戸市立第一工業学校と改称
- 1948年（昭和23年）4月　学制改革により神戸市立神戸工業高等学校となる
- 2006年（平成18年）3月　神戸市立科学技術高等学校に統合再編のため閉校

（詳細な沿革は、神戸市立科学技術高等学校の項を参照）

## 所在地
- 1938～1948・1963～1980年　長田区松野通3-2-34（松野校舎）
- 1948～1963年　兵庫区吉田町1-5-1（吉田校舎）
- 1980～2004年　須磨区西落合1-1-5（名谷校舎）
- 2004～2006年　中央区脇浜町1-4-7

## 著名な卒業生
- 田中実（北朝鮮による拉致被害者）